# Kulturstiftung der Länder (Briefmarkenserie)
Kulturstiftung der Länder ist eine Briefmarkenserie der Bundesrepublik Deutschland, die in lockerer Folge Kunstobjekte der Kulturstiftung der Länder zeigt.

## Liste der Ausgaben und Motive
Legende
- Bild: Eine bearbeitete Abbildung der genannten Marke. Das Verhältnis der Größe der Briefmarken zueinander ist in diesem Artikel annähernd maßstabsgerecht dargestellt. Sollten keine Marken abgebildet sein, liegt es daran, dass das Urheberrecht des Künstlers noch nicht erloschen ist.
- Beschreibung: Eine Kurzbeschreibung des Motivs und/oder des Ausgabegrundes. Bei ausgegebenen Serien oder Blocks werden die zusammengehörigen Beschreibungen mit einer Markierung versehen eingerückt.
- Wert: Der Frankaturwert der einzelnen Marke in der im Tabellenkopf genannten Währungseinheit. Ein „+“ bedeutet, dass es sich um eine Zuschlagsmarke handelt (= Frankaturwert + Spende).
- Ausgabedatum: Das Datum des erstmaligen Verkaufs dieser Briefmarke.
- Auflage: Soweit bekannt, wird hier die zum Verkauf angebotene Anzahl dieser Ausgabe angegeben.
- Entwurf: Soweit bekannt, wird hier angegeben, von wem der Entwurf dieser Marke stammt.
- Mi.-Nr.: Diese Briefmarke wird im Michel-Katalog unter der entsprechenden Nummer gelistet.

| Sondermarken |                                                                                  |                  |                |            |              |         |
| Bild         | Beschreibung                                                                     | Werte in Pfennig | Ausgabe- datum | Auflage    | Entwurf      | Mi.-Nr. |
|              | Folge I - Lachende Alte, Skulptur von Ernst Barlach                              | 110              | 15. Juli 1999  | 19.000.000 | Fritz Lüdtke | 2063    |
|              | - Kopf eines Denkers, Skulptur von Wilhelm Lehmbruck                             | 220              | 15. Juli 1999  | 19.000.000 | Fritz Lüdtke | 2064    |
|              | Folge II - Die Vertreibung aus dem Paradies, Elfenbeinskulptur von Leonhard Kern | 110              | 13. April 2000 | 19.000.000 | Fritz Lüdtke | 2107    |
|              | - Kasseler Tischbrunnen, Skulptur von Melchior Gelb                              | 220              | 13. April 2000 | 19.000.000 | Fritz Lüdtke | 2108    |

| Sondermarken (in Euro) |                                                          |                   |                 |             |              |         |
| Bild                   | Beschreibung                                             | Werte in Eurocent | Ausgabe- datum  | Auflage     | Entwurf      | Mi.-Nr. |
|                        | Folge III - Rechenmaschine von Johann Christoph Schuster | 56                | 7. März 2002    | 30.170.000  | Fritz Lüdtke | 2243    |
|                        | Folge IV - Proun 30t von El Lissitzky                    | 144               | 16. Januar 2003 | 100.000.000 | Fritz Lüdtke | 2308    |